# 26 Dywizjon Artylerii Ciężkiej (II RP)

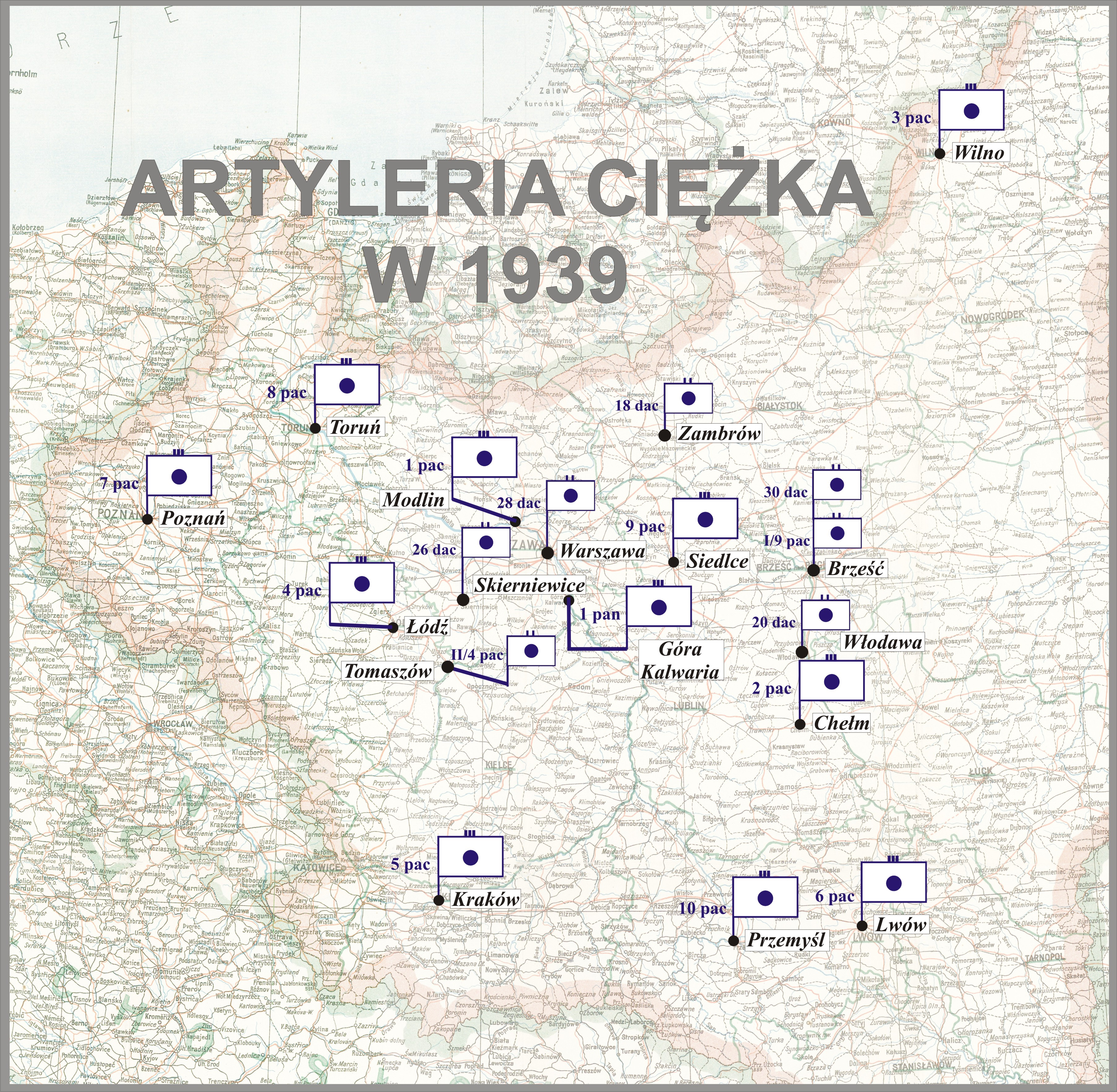
Artyleria ciężka w 1939 przed wybuchem II wojny światowej

26 dywizjon artylerii ciężkiej (26 dac) – oddział artylerii ciężkiej Wojska Polskiego II RP.
Dywizjon został sformowany w Skierniewicach w okresie od sierpnia do grudnia 1937 roku na podstawie rozkazu MSWojsk. L.dz.4439/org.Tjn. z 29 lipca 1937 roku. Początek formowania 1 września 1937 roku przez 4 pułk artylerii ciężkiej i 7 pułk artylerii ciężkiej, jako organiczny pododdział artylerii 26 Dywizji Piechoty. Jednostką administracyjną i mobilizującą dla 26 dac był 26 pułk artylerii lekkiej im. Króla Władysława IV. Pod względem wyszkolenia pododdział był podporządkowany dowódcy 4 Grupy Artylerii. 3 listopada 1937 roku dowódca dywizjonu mjr Kazimierz Kozicz wydał pierwszy rozkaz dzienny. W marcu 1939 stacjonował w Skierniewicach

## 26 dac w kampanii wrześniowej

### Mobilizacja
26 dac został zmobilizowany zgodnie z planem mobilizacyjnym „W” w dniach 23–25 marca 1939 roku, w Skierniewicach, w okresie zagrożenia, w grupie jednostek oznaczonych kolorem czarnym. W czasie od A+60 do A+72. Razem z dyonem został sformowany pluton taborowy nr 26, w czasie A+72. 

### Działania bojowe
W kampanii wrześniowej walczył w składzie macierzystej dywizji (Armia „Poznań” i Armia „Pomorze”).
Dywizjon przegrupował się transportem kolejowym w rejon Wągrowiec – Nakło. Tam przebywał do końca sierpnia 1939. 1 września będąc w składzie artylerii wsparcia ogólnego stał na stanowiskach w osłonie rubieży od Noteci pod Nakłem przez Gołańcz do jezior Wągrowieckich. 2 września dywizjon ostrzeliwał kolumny niemieckie maszerujące północnym brzegiem Noteci na Bydgoszcz. W nocy z 3 na 4 września przeszedł na pozycję żnińską. Od 6 września dywizjon maszerował przez Inowrocław do rejonu Żychlina. 12 września przegrupował się nad Bzurę w kierunku przedmościa Sochaczew. Na zachód od miasta zajął SO wspólnie z III/26 pal. Tworzył grupę artylerii ogólnego działania ppłk. Hieronima Suszyńskiego. W późnych godzinach wieczornych 13 września przeszedł do rejonu Gągolin Południowy i stamtąd wspierał natarcie 10 pułku piechoty. Około 10:00 14 września, przy wsparciu sześciu baterii artylerii to jest: II/26 pal i III/26 pal, 10 pułk piechoty przełamał obronę niemiecką i opanował Bednary. Kontratak niemiecki odbił jednak stację kolejową. Około południa, na rozkaz gen. Bortnowskiego, przerwano natarcie i wycofano oddziały 26 DP na zachodni brzeg Bzury. Do osłony artylerii dywizyjnej zgrupowanej w rejonie Sromów – Gągolin wyznaczono 18 pułk piechoty, który utworzył redutę przeciwpancerną w rejonie Gągolin – Wicie – Boczki. W ciągu następnych dwóch dni trwały walki obronne. 17 września przemieszane oddziały dywizji maszerowały ponosząc wielkie straty. Artyleria straciła prawie wszystkie konie w marszu i na przeprawach. Tylko małe grupy żołnierzy przedostały się do Puszczy Kampinoskiej i dalej do Modlina lub do Warszawy.

## Organizacja i obsada personalna w 1939
| Obsada personalna w marcu 1939 roku        | Obsada personalna w marcu 1939 roku |
| ------------------------------------------ | ----------------------------------- |
| dowódca dywizjonu                          | ppłk Kazimierz Korneliusz Kozicz    |
| oficer zwiadowczy                          | kpt. Franciszek Szmigiel            |
| dowódca plutonu łączności                  | por. Marian Nowakowski              |
| dowódca 1 baterii                          | kpt. Władysław II Tymiński          |
| dowódca plutonu                            | kpt. Feliks Wojciechowski           |
| dowódca plutonu                            | ppor. Henryk Tadeusz Zakrzewski     |
| dowódca 2 baterii                          | kpt. Wincenty Józef Śliwiński       |
| dowódca plutonu                            | por. Andrzej Doroszewski            |
| dowódca plutonu                            | por. Władysław Hernas               |
| Wojenna obsada personalna we wrześniu 1939 |                                     |
| dowódca                                    | ppłk Kazimierz Kozicz               |
| adiutant                                   | kpt. Wincenty Śliwiński             |
| oficer zwiadowczy                          | kpt. Feliks Wojciechowski           |
| oficer obserwacyjny                        | pchor. rez. Janusz Milewski         |
| oficer łącznikowy                          | plut. pchor. Julian Trambowicz      |
| oficer łączności                           | ppor. Henryk Zakrzewski             |
| dowódca kolumny amunicyjnej                | por. rez. Edward Wojtkowski         |
| dowódca 26 plutonu taborowego              | ppor. rez. Mieczysław Pogoda        |
| 1 bateria armat 105 mm                     |                                     |
| dowódca                                    | kpt. Franciszek Szmigiel            |
| oficer zwiadowczy                          | ppor. rez. Marian Gasiński          |
| oficer ogniowy                             | por. Władysław Hernas               |
| dowódca plutonu                            | st. ogn. Wojciech Pawłowski         |
| dowódca plutonu                            | pchor. rez. Władysław Hałubek       |
| szef baterii                               | st. ogn. Jakub Łodyga               |
| 2 bateria haubic 155 mm                    |                                     |
| dowódca                                    | kpt. Władysław Tymiński             |
| oficer zwiadowczy                          | ppor. rez. Leon Lorenz              |
| oficer ogniowy                             | por. Marian Nowakowski              |
| dowódca plutonu                            | ppor. rez. Piotr Fedorczuk          |
| szef baterii                               | st. ogn. A. Gwiazdowski             |